# Gunther von Pairis
Gunther von Pairis  (khoảng 1150 – khoảng 1220) là một nhà văn và tu sĩ Dòng Xitô người Đức, sáng tác bằng tiếng Latinh.
Tác phẩm nổi tiếng nhất của ông là Historia Constantinopolitana viết về cuộc Thập tự chinh thứ tư, pha trộn giữa văn xuôi và thơ. Tác phẩm này dựa trên lời tường thuật của Martin xứ Pairis, tu viện trưởng Tu viện Pairis, và gồm cả cuộc vây hãm và cướp bóc thành Constantinopolis.
Gunther còn biên soạn Solimarius, nói về cuộc Thập tự chinh thứ nhất, và Ligurinus, thiên sử thi về Friedrich Barbarossa.